# さんふらわあ かむい
さんふらわあ かむい（英：SUNFLOWER KAMUY）は、商船三井さんふらわあが運航しているフェリー。

## 概要
商船三井フェリー時代の2022年に大洗-苫小牧航路深夜便「さんふらわあ しれとこ」「さんふらわあ だいせつ」の代替船を発注し、内海造船因島工場で建造。
2025年1月15日に苫小牧港・17日に大洗港で報道公開を行った後、2025年1月21日の大洗発便から就航、大洗-苫小牧航路では初のLNG燃料を用いたフェリーとなる。
船名はアイヌ語で神を意味する「カムイ」に因み、就航地の北海道を連想しアイヌへの畏敬の念を示すと共に、あらゆるものにカムイが存在し人々を見守る伝承と合わせて海と地球環境を守る存在となることを願った物とし、進水式ではセコマ会長の丸谷智保が命名を行った。
本船型の船体塗装は「かけがえのない地球と海を守り、受け継いできた伝統と新たに切り開いていく未来を繋ぎながら、人々の暮らしを明るく照らし続けていきます。」をコンセプトとし、美しい海と空をイメージした青をアクセントカラーとして胴体前部の全体にあしらい中央部は船尾部の白と合わせた横縞模様とし後尾下部まであしらう形とし、船尾部に従来の白地にさんふらわあ共通の太陽のマークを用いる形とし、「夜明けの海」「新しい時代を照らす光」や「新たな未来へ歩み出す船」といったイメージとした。

## 設計
船型は従来型から1.4倍拡大し、燃料消費量を削減すべく丸みを帯びた流線型の船首や斜めの向かい風を推進力として利用可能な「ISHIN船型（Innovation in Sustainability backed by Historically proven, INtegrated technologies）」の採用や、海上技術安全研究所と内海造船の共同開発による船首の波を抑える省エネ装置「STEP（Spray TEaring Plate）」を設置、主機関は液化天然ガス（LNG）と重油の二元燃料低速エンジン1基とし、硫黄酸化物を出さず二酸化炭素の25%削減を図り、従来船と比較し二酸化炭素を35%削減するとした。三井E&S製のLNGエンジンの旅客船への導入は初となった。LNG燃料については大洗港では石油資源開発、苫小牧港では北海道ガスの供給によりタンクローリーを介して1航海毎に補給するとし、就航当初は大洗港で1往復毎に補給する形とした。

## 船内
船内はモーダルシフトに対応し有人トラックの需要増を見込み客室は大部屋を廃止し全室個室とし、全室内側に配置し船首側にドライバー専用スペース・中央側に一般客室を設け、窓側はプロムナード通路とした。先代の「しれとこ/だいせつ」同様、船内にレストランは無く、食事は自動販売機による提供となる。
客室
- コンフォートS
  - シングル（1名×42室）
  - バリアフリーシングル（1名×2室）
  - ツイン（2名×4室）
  - バリアフリーツイン（2名×3室）
- スーペリアウィズペットインサイド（2-3名×8室）
- ドライバールーム（1名×70室）[17]

公室
- 案内所
- 展望浴場・サウナ
- シャワールーム
- プロムナード
- ショップ
- キッズスペース
- リラックススペース
- ソファ席
- 自動販売機コーナー
- フィットネスルーム
- ペットルーム
- ドッグラン
- ドライバー浴室[17]
- ドライバー談話室[17]